# Gaston Bachelard
Gaston Bachelard (Bar-sur-Aube, 24 juni 1884 – Parijs, 16 oktober 1962) was een Frans filosoof en schrijver. Hij hield zich vooral bezig met wetenschapsfilosofie en poëtica. Bachelard ging zich pas op latere leeftijd intensief bezighouden met de filosofie. Zijn eerste werken focussen zich vooral op wetenschapsfilosofische vraagstukken en de filosofische consequenties van de wetenschappelijke vernieuwingen aan het begin van de 20e eeuw, zoals de relativiteitstheorie. De bekendste werken die hieruit voortkwamen zijn Le nouvel esprit scientifique (1934) en La formation de l'esprit scientifique (1938). Een centrale stelling van Bachelard is dat wetenschappelijke vooruitgang wordt bereikt door los te komen van de menselijke verbeelding. Alledaagse mijmeringen en metaforen spelen de rol van een epistemologisch obstakel (obstacle épistémologique). In die zin typeerde hij zijn eigen werk dan ook als een psychoanalyse van de objectieve kennis.
Vanaf de jaren 40 begon Bachelard zich ook te interesseren in de analyse van de menselijke verbeeldingskracht als opzichzelfstaand fenomeen, eerder dan louter als obstakel voor wetenschappelijke vooruitgang. Het bekendste werk waarin dit naar voren komt is La poétique de l'espace (1957), dat focust op verbeelding rond ruimte en huiselijkheid. Verder focuste Bachelard vooral op de vier oerelementen (vuur, lucht, water, aarde) waarrond hij verschillende studies schreef. De dichterlijke verbeeldingskracht kan steeds, volgens Bachelard, verbonden worden met een (of meerdere) van deze oerelementen, die voor hem als archetypes golden. Ook in deze periode verschenen er nog wetenschapsfilosofische studies.

## Leven en werk
Bachelard werd geboren als zoon van een tabakshandelaar. Na het gymnasium werkte hij enige tijd als postbeambte en studeerde in zijn vrije tijd natuurkunde. Later studeerde hij filosofie, werd leraar en uiteindelijk professor in de wetenschapsgeschiedenis en de filosofie der natuurwetenschappen aan de Universiteit van Parijs. Hier volgde hij Abel Rey op, die ook de promotor van Bachelards proefschrift was. Hij was medeoprichter van het filosofische tijdschrift Dialectica (1947), samen met Paul Bernays en Ferdinand Gonseth. In 1951 werd hij door de Franse overheid onderscheiden met een benoeming in het Legioen van Eer. 
Zijn dochter, Suzanne Bachelard (1919-2007), werd ook filosofe en schreef over gelijkaardige thema's. Haar vertrekpunt was vooral de fenomenologie van Edmund Husserl. Vanuit dat perspectief onderzocht ze de grondslagen van de wiskunde en wetenschap.

#### Epistemologisch werk
Bachelard schreef belangrijke werken van epistemologische aard, waarin hij zich een tegenstander toont van Auguste Comtes positivisme. Voor Bachelard was de wetenschapsgeschiedenis geen rechtlijnige beweging van redeloosheid naar redelijkheid zoals in Comtes wet van de drie stadia wordt gesuggereerd. Eerder dan dat legt Bachelard zich toe op het beschrijven van de hardnekkige fouten of "epistemologische obstakels" (obstacles épistémologiques) die men in de geschiedenis van de wetenschappen terugvindt. Onder zulke obstakels verstaat Bachelard bepaalde onbewuste ideeën en metaforen die het wetenschappelijk denken sterk bepalen en daardoor ook verdere evolutie blokkeren. Hij focust dan ook in zijn werk eerder op wat er fout loopt, dan welke successen er geboekt worden. In die zin noemde hij zijn project ook weleens een "psychoanalyse van de (wetenschappelijke) kennis".
Uiteindelijk overwint de mens dit epistemologisch obstakel en kan men (in sommige gevallen) spreken van een "epistemologische breuk" (rupture épistémologique). Dit heeft als gevolg dat er plotseling nieuwe concepten kunnen ontstaan die andere volledig verwerpen dan wel incorporeren. Verder varieerde Bachelard op René Descartes’ cartesiaans materialisme en diens idee van onveranderlijkheid; tegenover de uitspraak van Descartes “ik denk dus ik ben” stelde hij de uitspraak “ik denk anders, dus ook mijn ik verandert”: de wetenschap moet niet de wereld verklaren, maar vooral de ervaring compliceren.
Met zijn epistemologisch werk heeft Bachelard invloed gehad op een reeks Franse filosofen, onder wie Georges Canguilhem, Louis Althusser, Dominique Lecourt, Michel Foucault en Gilles-Gaston Granger. Lecourt introduceerde de overkoepelende term 'historische epistemologie' om deze stroming te typeren. Canguilhem volgde Bachelard op aan de Sorbonne en verrichtte wetenschapshistorisch onderzoek in de lijn van Bachelard, maar over een andere discipline, namelijk de biologie, eerder dan de natuur- en scheikunde. Althusser nam de term van 'epistemologische breuk' over, maar als coupure épistémologique, en stelde dat er zo'n breuk terug te vinden was in het werk van Karl Marx. Lecourt, een leerling van Althusser, schreef verscheidene studies over Bachelard, maar geherinterpreteerd vanuit een marxistisch kader. Foucault was een leerling van Canguilhem, maar ging ook duidelijk in debat met Bachelard. In L'Archéologie du savoir (1969) bespreekt hij onder andere het (on)nut van het onderscheid tussen verbeelding-wetenschap. Op een meer traditionele wijze ziet men het denken van Bachelard doorwerken bij Granger, die meer klassieke wetenschapsfilosofische studies schrijft, maar over de menswetenschappen, zoals de economie.

#### Literair-kritische studies
Bachelard kreeg vooral bekendheid door zijn literair-kritische studies. Uitgangspunt daarbij zijn de door hem geconstateerde remmingen van affectieve oorsprong die het wetenschappelijk denken in zijn ontwikkeling ondervindt. Oorspronkelijk opgezet als “psychoanalyse van het objectieve denken” worden deze literaire essays al snel autonome, fenomenologische beschrijvingen van poëtische beelden. Bekend zijn zijn beschouwingen over de vier elementen, gezien als de archetypen van de dichterlijke verbeeldingskracht: verlangen naar rust (aarde), drang naar zuivering en sublimatie (vuur), liefdes- en doodsverlangen (water) en streven naar beweging en transcendentie (lucht). In zijn L’eau et les rêves (1942) behandelt hij op originele wijze het narcisme. In een studie over Comte de Lautréamont analyseert hij de dierlijke agressiviteit als dichterlijke houding. In zijn La poétique de la rêverie (1960) behandelt hij op fenomenologische wijze het dichterlijke dromen.

#### Hermeneutiek
De hermeneutische methode die Bachelard toepast op zijn literaire werken beoogt zo veel mogelijk een creatief samenvallen van het bewustzijn van de lezer met de in het werk tot gelding komende literaire verbeelding van de auteur. In deze verbeelding kunnen zich volgens Bachelard elementen van een collectief bewustzijn manifesteren. Op grond van een duidelijke neiging tot groeperen en classificeren wordt Bachelards werk soms ook wel onder het structuralisme gerangschikt.
Bachelard oefende veel invloed uit op de Franse “Nouvelle critique” van de jaren vijftig en zestig, onder meer op Roland Barthes.

## Bibliografie

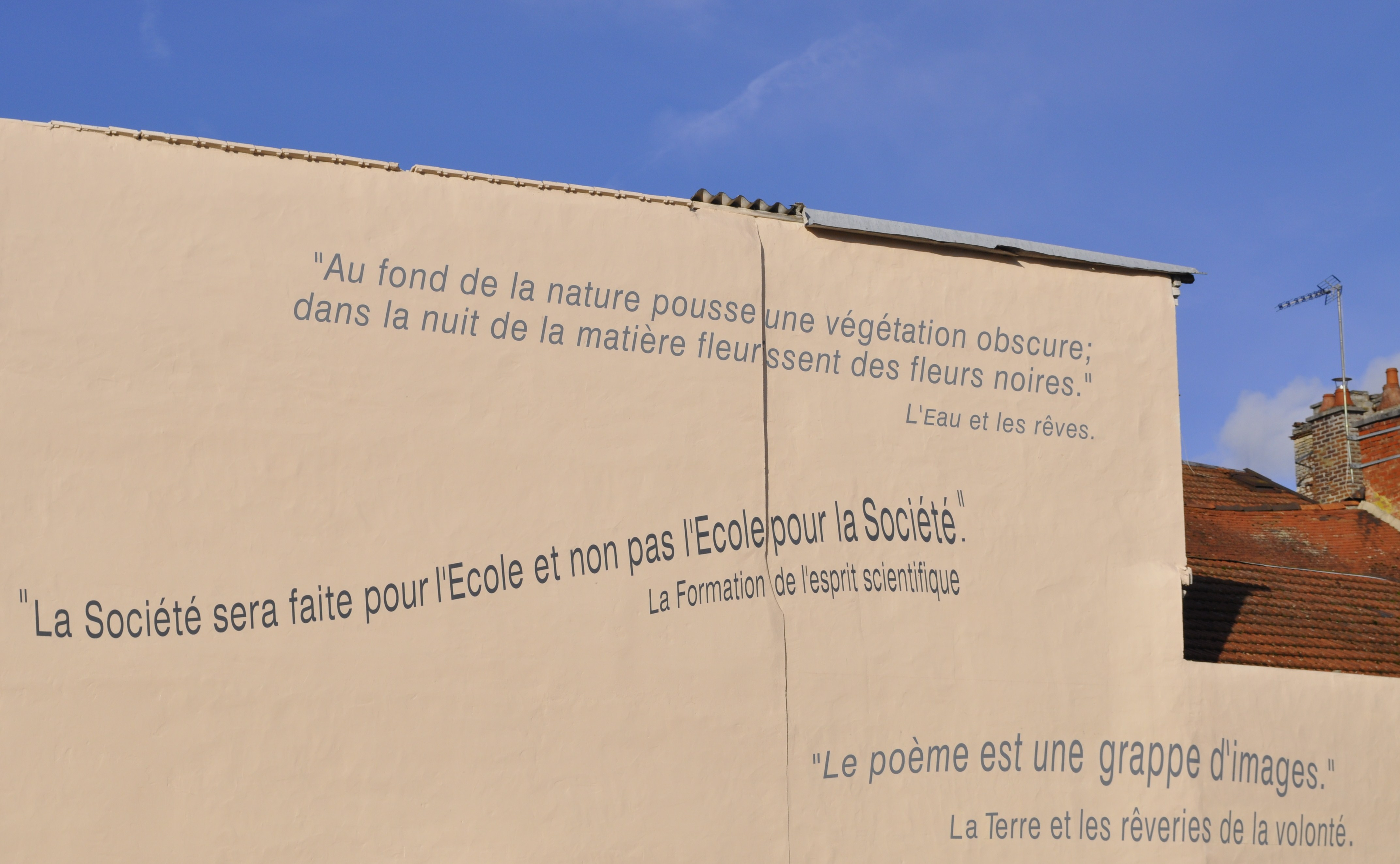
Herdenkingsmuur in Bar-sur-Aube met teksten van Bachelard